# Zoopsychologia
Zoopsychologia, psychologia zwierząt (zoo- + psychologia – gr. psyché – dusza i lógos – nauka)  – dziedzina zoologii lub psychologii zajmująca się badaniem reakcji zmysłowych i instynktowych zachowań zwierząt, ich źródeł i mechanizmów. Jest ściśle związana z zoologią, etologią opisową i socjologią zwierząt. Obecnie jest często wypierana przez etologię.
Za pierwsze badania obejmujące problematykę zoopsychologiczną przyjmuje się zapoczątkowane pod koniec XIX wieku prace takich autorów jak L.C. Morgan (Życie i inteligencja zwierząt, 1890, An introduction to comparative psychology, 1894). Na upowszechnienie zoopsychologii wpłynęły badania Iwana Pietrowicza Pawłowa i behawiorystów.